# Noah Puckerman
Noah "Puck" Puckerman è un personaggio della serie televisiva Glee, interpretato da Mark Salling.

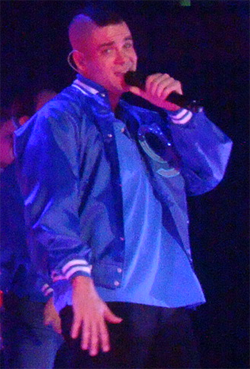
Mark Salling nel ruolo di Noah "Puck" Puckerman, che esegue "Somebody to Love" durante il tour Glee Live! In Concert!

## Trama
Puck è un giocatore di football del liceo McKinley della città di Lima, in Ohio. È il miglior amico del quarterback Finn Hudson e ha una relazione casuale con la cheerleader Santana Lopez. Inizialmente prende in giro l'amico per essere entrato a far parte del glee club, ma in seguito lui stesso si unisce prima al gruppo a cappella degli Acafellas, e successivamente anche alle Nuove Direzioni. Quando Quinn Fabray rivela al fidanzato, Finn, di essere incinta, Puck capisce di essere lui il vero padre e offre il suo aiuto alla ragazza, ma questa lo rifiuta. Puck inizia a frequentare invece Rachel, ebrea come lui, ma la loro relazione dura poco, in quanto sono entrambi innamorati di altre persone.
Puck cerca di provare a Quinn di poter essere un buon padre per il loro bambino, offrendole del denaro per le spese mediche e aiutandola a fare da baby-sitter a dei bambini. Quinn rimane colpita dal suo comportamento, ma in seguito scopre che Puck non è in grado di impegnarsi in una relazione a lunga durata e decide di dare il bambino in adozione. Rachel inizia a sospettare che Puck sia il vero padre del bambino e ne parla con Finn, il quale chiede la verità alla sua ragazza. Quinn ammette di essere incinta di Puck e la notizia provoca la rottura tra i due. Puck offre nuovamente il suo aiuto alla cheerleader, che però gli dice di voler restare da sola.
Quando è costretto a rasarsi la cresta che lo contraddistingue, Puck scopre che con i capelli corti nessuno lo rispetta. Frequenta quindi Mercedes Jones, che gode di molta popolarità da quando è entrata a far parte delle Cheerios, fino a quando entrambi capiscono di non avere nulla in comune e interrompono la relazione. Più avanti, Puck assiste alla nascita di sua figlia Beth e ammette di provare dei veri sentimenti per Quinn, anche se spesso fa fatica a mantenere fede alle sue promesse.
Puck viene mandato per breve tempo in riformatorio, e una volta tornato stringe amicizia con Artie, che decide di aiutare per soddisfare i suoi doveri alla comunità. Il Signor Schuester gli chiede di trovare un nuovo membro per le Nuove Direzioni, dal momento che Kurt si è trasferito in una scuola privata. Puck incontra dunque Lauren Zizes, una corpulenta wrestler che accetta di far parte del club, e che Puck inizia inoltre a corteggiare. la relazione è prolungata fino alla fine della seconda stagione. Nella terza stagione Lauren deve lasciare le Nuove Direzioni e perciò Puck si ritrova di nuovo single. Collabora con Quinn perché entrambi rivogliono indietro Beth (la loro figlia). Poco dopo però Puck si stanca di stare ai giochi sporchi di Quinn (che riempie la casa di Shelby, madre adottiva di Beth nonché madre biologica di Rachel, di oggetti vari al fine di depistarla) ed inizia a frequentare Shelby. Poco dopo, essendo rifiutato da Shelby, si arrabbia e la lascia definitivamente per poi rimettersi con Quinn e farle capire che per essere speciale non ha bisogno di sua figlia. I due perciò iniziano a frequentarsi ed a sostenersi a vicenda.

## Sviluppo
Salling ha trovato impegnativo fare del suo un personaggio tridimensionale, in modo che ispirasse anche simpatia; per fare ciò, è stato necessario «trovare un giusto equilibrio tra l'arroganza, la spavalderia e la sensibilità del personaggio.» Salling aumentò di 9 kg prima di girare l'episodio pilota, per meglio entrare nel ruolo del giocatore di football palestrato. Dovette poi perderne 14, per girare una scena in cui il personaggio doveva presentarsi particolarmente in forma. L'attore ha descritto l'esperienza come «estrema». Il creatore della serie Ryan Murphy rimase sorpreso dal responso positivo dei fan alla coppia formata da Puck e Rachel. L'ha definita «insolita e bizzarra», spiegando di essere convinto che i fan avrebbero preferito Rachel con Finn. Come risultato, Murphy decise di dare più spazio alla loro relazione verso la fine della prima stagione.

## Performance musicali
Puck fa il suo debutto come cantante nell'episodio L'unione imperfetta, cantando Sweet Caroline di Neil Diamond. La canzone è stata pubblicata come singolo nell'album Glee: The Music, Volume 1. Total Eclipse of the Heart, il duetto con Mercedes The Lady Is a Tramp e Loser fanno invece parte delle tracce di Glee: The Music, Volume 3 Showstoppers. Il mash-up One Love/People Get Ready, il duetto Need You Now e Fat Bottomed Girls sono state invece scelte come singoli per l'album Glee: The Music, Volume 5.
| Episodio                | Titolo della canzone       | Artista originale              | Con                                                         |
| ----------------------- | -------------------------- | ------------------------------ | ----------------------------------------------------------- |
| L'unione imperfetta     | Sweet Caroline             | Neil Diamond                   | solista                                                     |
| Capellografia           | Papa Don't Preach          | Madonna                        | Quinn Fabray                                                |
| Cattiva reputazione     | Run Joey Run               | David Geddes                   | Rachel Berry, Jesse St. James e Finn Hudson                 |
| Cattiva reputazione     | Total Eclipse of the Heart | Bonnie Tyler                   | Rachel Berry, Jesse St. James e Finn Hudson                 |
| Senza voce              | The Lady Is a Tramp        | Sammy Davis, Jr.               | Mercedes Jones                                              |
| Anima e rabbia          | Loser                      | Beck                           | Finn Hudson, Sandy Ryerson, Howard Bamboo e Terri Schuester |
| Anima e rabbia          | Good Vibrations            | Marky Mark and the Funky Bunch | Finn Hudson e Mercedes Jones                                |
| Santo panino            | Only the Good Die Young    | Billy Joel                     | solista                                                     |
| Il primo bacio          | One Love/People Get Ready  | Bob Marley & the Wailers       | Artie Abrams                                                |
| Gioco di squadra        | Need You Now               | Lady Antebellum                | Rachel Berry                                                |
| Stupide canzoni d'amore | Fat Bottomed Girls         | Queen                          | solista                                                     |
| Tornare in cima         | Somebody to Love           | Justin Bieber                  | Sam Evans, Artie Abrams e Mike Chang                        |
| Sexy                    | Afternoon Delight          | Starland Vocal Band            | Carl Howell, Quinn Fabray, Rachel Berry e Emma Pillsbury    |
| La nostra canzone       | Big Ass... Heart           | -                              | solista                                                     |